# Корінтіанш (Мінделу)
Спорт Клуб Корінтіанш Сау Вісенті (порт. Sport Club Corinthians São Vicente) або просто Корінтіанш — професіональний кабовердійський футбольний клуб з міста Мінделу, на острові Сан-Вісенті.

## Історія
Клуб названий на честь бразильського клубу Корінтіанс з міста Сан-Паулу і є закордонною філією клубу. Логотип та форма клубу ідентичні до свого батьківського клубу. Це вже другий футбольний клуб в країні, який названо на честь бразильської команди (першим є Ботафогу (Кабо-Верде)).
Клуб було засновано 9 вересня 1987 року. Корінтіанш розпочав виступи в першому дивізіоні, у якому він грав до 2010 року, поки не був утворений другий дивізіон Чемпіонату острова. Клуб практично кожного сезону завершував чемпіонат на нижніх позиціях. Корінтіанш відзначив своє 25-річчя 9 вересня 2012 року. Фактично зараз клуб виконує в основному соціальну роботу по залученні молоді до спортивного життя міста та країни в цілому. Новий сезон 2015-16 рр. Корінтіанш розпочав у Другому дивізіоні.
У клубі також є молодіжна команда, яка одного разу виграла молодіжний чемпіонат Кабо-Верде з футболу. Також клуб тричі ставав переможцем Чемпіонату острова Сан-Вісенті серед молодіжних команд.